# Метрологічний центр
Метрологічний центр - державне підприємство, яке належить до сфери управління центрального органу виконавчої влади, що реалізує державну політику у сфері метрології та метрологічної діяльності, та провадить метрологічну діяльність.
Метрологічні центри провадять метрологічну діяльність в Автономній Республіці Крим, областях, містах Києві та Севастополі, містах обласного значення.
Метрологічні центри здійснюють повірку засобів вимірювальної техніки в межах сфери уповноваження як в, так і поза сферою законодавчо регульованої метрології. 
Метрологічні центри можуть також здійснювати калібрування засобів вимірювальної техніки  в разі акредитації національним органом України  з акредитації або документального підтвердження простежуваності своїх еталонів до національних еталонів, еталонів інших держав чи міжнародних еталонів відповідних одиниць вимірювання та  за договорами з юридичними та фізичними особами виконувати інші роботи (надавати інші послуги), пов’язані із забезпеченням єдності вимірювань.
Метрологічні центри входять в структуру національної метрологічної служби.

## Перелік метрологічних центрів
1. ДП» Буковинастандартметрологія», м. Чернівці.
2. ДП «Вінницястандартметрологія», м. Вінниця.
3. ДП «Волиньстандартметрологія», м. Луцьк.
4. ДП «Дніпростандартметрологія», м. Дніпро.
5. ДП «Донецькстандартметрологія», м. Донецьк (через тимчасову окупацію частини Донецької області Росією  функціонують підрозділи в містах Покровськ, Краматорськ та Маріуполь).
6. ДП «Житомирстандартметрологія», м. Житомир.
7. ДП «Закарпаттястандартметрологія», м. Ужгород.
8. ДП «Запоріжжястандартметрологія», м. Запоріжжя.
9. ДП «Івано-Франківськстандартметрологія», м. Івано-Франківськ.
10. ДП «Київоблстандартметрологія», м. Біла Церква.
11. ДП "Кіровоградстандартметрологія", м. Кропивницький.
12. ДП «Кривбасстандартметрологія», м. Кривий Ріг.
13. ДП «Кримстандартметрологія», м. Сімферополь (не функціонує через тимчасову окупацію АР Крим Росією)
14. ДП «Луганськстандартметрологія», м. Луганськ (через тимчасову окупацію частини Луганської області Росією функціонує в місті Лисичанськ).
15. ДП «Львівстандартметрологія», м. Львів.
16. ДП  «Миколаївстандартметрологія», м. Миколаїв.
17. ДП «Одесастандартметрологія», м. Одеса.
18. ДП «Полтавастандартметрологія», м. Полтава.
19. ДП «Рівнестандартметрологія», м. Рівне.
20. ДП «Севастопольстандартметрологія», м. Севастополь (не функціонує через тимчасову окупацію м. Севастополь  Росією).
21. ДП «Сумистандартметрологія», м. Суми.
22. ДП «Тернопільстандартметрологія», м. Тернопіль.
23. ДП «Укрметртестстандарт», м. Київ.
24. ДП «Харківстандартметрологія», м. Харків.
25. ДП «Херсонстандартметрологія», м. Херсон.
26. ДП «Хмельницькстандартметрологія», м. Хмельницький.
27. ДП «Черкасистандартметрологія», м. Черкаси.
28. ДП «Чернігівстандартметрологія», м. Чернігів.